# Pea Ridge (Virginia Occidental)
Pea Ridge es un lugar designado por el censo ubicado en el condado de Cabell en el estado estadounidense de Virginia Occidental. En el Censo de 2010 tenía una población de 6650 habitantes y una densidad poblacional de 1.093,98 personas por km².

## Geografía
Pea Ridge se encuentra ubicado en las coordenadas 38°24′55″N 82°18′39″O / 38.41528, -82.31083. Según la Oficina del Censo de los Estados Unidos, Pea Ridge tiene una superficie total de 6.08 km², de la cual 5.93 km² corresponden a tierra firme y (2.43%) 0.15 km² es agua.

## Demografía
Según el censo de 2010, había 6650 personas residiendo en Pea Ridge. La densidad de población era de 1.093,98 hab./km². De los 6650 habitantes, Pea Ridge estaba compuesto por el 93.47% blancos, el 2.3% eran afroamericanos, el 0.05% eran amerindios, el 2.5% eran asiáticos, el 0.02% eran isleños del Pacífico, el 0.29% eran de otras razas y el 1.38% pertenecían a dos o más razas. Del total de la población el 1.19% eran hispanos o latinos de cualquier raza.